# Кузнецов, Виллор Петрович
Вилло́р Петро́вич Кузнецо́в (21 апреля 1934, Москва — 29 мая 2013, там же) — советский и российский актёр театра и кино. Заслуженный артист Российской Федерации (2007).

## Биография
Родился 21 апреля 1934 года в Москве. В 1964 году окончил Школу-студию МХАТ (курс П. В. Массальского) и был принят в труппу театра «Современник». В 1968 году переехал в закрытый город Арзамас-16, где играл в местном драматическом театре. В 1970 году вернулся в Москву. С 1973 года служил в театре «Ленком».
В 2005 году сыграл в «Современнике» роль Фирса в спектакле «Вишнёвый сад».
Умер 29 мая 2013 года в Москве на 80-м году жизни. Похоронен на кладбище деревни Драчёво (г.о. Мытищи, Московская область).

## Театральные работы

### «Современник»
1. «Белоснежка и семь гномов» — Исполнитель королевских желаний[3]
2. «Голый король» Е. Л. Шварца — Учёный
3. «Оглянись в гневе» Джона Осборна — полковник Рэкфорд
4. «Всегда в продаже» Василия Аксёнова — папаша Принцкер
5. «Ночная повесть» — бандит
6. «В день свадьбы»
7. «Сирано де Бержерак» Эдмона Ростана
8. «Обыкновенная история» И. А. Гончарова
9. «Баллада о неизвестном кабачке»
10. 2005 — «Вишнёвый сад» А. П. Чехова. Режиссёр: Галина Волчек — Фирс

### «Ленком»
1. 1973 — «Колонисты»; режиссёр Юрий Мочалов — Агеев / Халабуда
2. 1973 — «Лисички» Лилиан Хелман; режиссёр Пётр Штейн — Гораций Гидденс
3. 1973 — «Автоград XXI» по пьесе Ю. Визбора и М. Захарова; режиссёр Марк Захаров — Батыров
4. 1974 — «Тиль»; режиссёр Марк Захаров — Инквизитор
5. 1975 — «В списках не значился» Ю. Визбора по повести Б. Васильева; режиссёры Марк Захаров и Юрий Махаев — генерал
6. 1975 — «Иванов»; режиссёр Марк Захаров — Егорушка / Шабельский
7. 1975 — «Ясновидящий» по роману Л. Фейхтвангера «Братья Лаутензак»; режиссёр Марк Захаров — штурмовик
8. 1977 — «Гамлет»; режиссёр Андрей Тарковский — священник
9. 1977 — «Хория»; режиссёр Марк Захаров — член комиссии
10. 1977 — «Парень из нашего города» К. Симонова; режиссёр Марк Захаров — офицер
11. 1978 — «Вор»; режиссёр Марк Захаров — вор
12. 1978 — «Сержант, твой выстрел первый»; режиссёр Пётр Штейн — Дед
13. 1978 — «Революционный этюд» («Синие кони на красной траве»), по пьесе М. Шатрова; режиссёр Марк Захаров — крестьянин
14. 1979 — «Жестокие игры» А. Арбузова; режиссёр Марк Захаров — Константинов / Ловейко
15. 1981 — «Юнона и Авось» по поэме А. Вознесенского «Авось»; режиссёр Марк Захаров — Падре Абелья
16. 1983 — «Дорогая Памела»; режиссёр Пётр Штейн — врач из страховой компании
17. 1983 — «Оптимистическая трагедия» по пьесе Вс. Вишневского; режиссёр Марк Захаров — старый матрос
18. 1984 — «Проводим эксперимент» М. Захарова и В. Черных; режиссёр Марк Захаров — Стулов
19. 1985 — «Встречи на Сретенке» В. Кондратьева; режиссёр Марк Захаров — кузнец
20. 1986 — «Гамлет» Шекспира; режиссёр Глеб Панфилов — Первый актёр / Призрак отца Гамлета
21. 1989 — «Мудрец» по пьесе «На всякого мудреца довольно простоты» А. Островского; режиссёр Марк Захаров — гость
22. 1989 — «Поминальная молитва» Г. Горина; режиссёр Марк Захаров — житель местечка
23. 1999 — «Мистификация» Н. Садур «Брат Чичиков»; режиссёр Марк Захаров — мужик
24. 2004 — «Ва-банк» по пьесе «Последняя жертва» А. Островского; режиссёр Марк Захаров — посетитель
25. 2005 — «Пролетая над гнездом кукушки» К. Кизи; режиссёр Александр Морфов — Скэнлон
26. 2007 — «Тартюф» Мольера; режиссёр Владимир Мирзоев — офицер
27. 2008 — «Визит дамы» Ф. Дюрренматта; режиссёр Александр Морфов — пастор[5]

## Фильмография
1. 1964 — Какое оно, море? — Фёдор, папа Сашука
2. 1965 — Тридцать три — Игорь Безродный, фотокорреспондент газеты
3. 1967 — Операция «Трест» — «Колесников», он же Косинов
4. 1968 — Шестое июля — Хрусталёв, чекист (в титрах не указан)
5. 1975 — Доверие
6. 1976 — Сказ про то, как царь Пётр арапа женил — эпизод (в титрах не указан)
7. 1977 — Хождение по мукам — Буров
8. 1982 — Дом, который построил Свифт — Главный Лапутянин
9. 1983 — Юнона и Авось (телеверсия спектакля) — Падре Абелья
10. 1989 — Вход в лабиринт — Соренсен
11. 1989 — Ночевала тучка золотая — Пётр Анисимович Meшков, директор колонии по прозвищу «Портфельчик»
12. 1990 — Посредник — Георгий Степанович, заведующий тиром, он же Квадрат 100
13. 1990 — Подземелье ведьм — Белый Волк
14. 1998 — День полнолуния — официант в старости
15. 2001 — Линия защиты
16. 2001 — Юнона и Авось (телеверсия спектакля) — Падре Абелья
17. 2004 — Ва-Банк (телеверсия спектакля) — Посетитель
18. 2005 — Мистификация (телеверсия спектакля) — Пётр Савельев
19. 2006 — Большие девочки
20. 2007 — Королёв — старик
21. 2007 — Папины дочки — Сергей Геннадьевич Ершов, первый муж Антонины Семёновны, дедушка Васнецовых

## Признание и награды
- 2007 — Заслуженный артист Российской Федерации[1]